# Ernest Victor Romanet
Ernest Victor Romanet, né le 30 juillet 1876 à Paris et mort en janvier 1940 à Vichy, est un artiste peintre français.

## Biographie
Ernest Victor Amédée Romanet est le fils de François Amédée, ébéniste, et d'Elisabeth Eugénie Masse.
Il obtient en 1927 une médaille d'argent, en 1930 le prix Raigecourt-Goyon, le Prix Corot et la médaille d'or.
Élève d'Émile Charles Dameron et Edmond Marie Petitjean, il expose au Salon à partir de 1904, et fait partie de la Société des artistes français.
Il est « peintre de fleurs ».

## Disparition
Article paru dans la presse (Journal de Roanne, du 11 janvier 1940, page 3 : Allier) :
- « Découverte d’un cadavre à Vichy - La gendarmerie recueille sur les bancs de sable de l'Allier, le cadavre de M. Ernest-Victor Romanet, 64 ans, demeurant 74, rue de Paris à Vichy, Artiste peintre. On pense que M. Romanet s’était jeté dans l’Allier, il y a 48 heures du haut de la passerelle des courses[5]. »